# Aupaluk
Pour les articles homonymes, voir Aupaluk (homonymie).
Aupaluk (inuktitut : ᐊᐅᐸᓗᒃ ) est un village nordique du Nunavik de l'administration régionale Kativik situé dans la région administrative du Nord-du-Québec, au Québec.

## Description
Aupaluk a été créé le 2 février 1980. Ses habitants sont des Aupalummiut (pluriel de Aupalummiuq). Son nom signifie « là où c'est rouge », en référence à la couleur du sol qui contient de l'oxyde de fer. La région était un lieu traditionnel de chasse et de pêche.
Aupaluk est situé sur la rive sud de la baie Hopes Advance sur la rive occidentale de la baie d'Ungava, au nord de Tasiujaq et à 80 km au sud de Kangirsuk. Aupaluk est à environ 150 km au nord-ouest de Kuujjuaq.
Les services de police à Aupaluk sont assurés par le Corps de police régional Kativik, qui a commencé ses activités en 1996. Le village est desservi par l'aéroport d'Aupaluk situé à proximité. La seule école d'Aupaluk est l'école Tarsakallak, qui reçoit 54 étudiants. 
Le recensement de 2011 y dénombre 195 habitants alors qu'on y dénombrait 174 habitants en 2006 et 159 en 2001.
Aupaluk est également le nom d'une terre réservée inuit.

## Démographie

### Population
| 1981 | 1996 | 2001 | 2006 | 2011 | 2014 | 2016 |
| ---- | ---- | ---- | ---- | ---- | ---- | ---- |
| 105  | 159  | 159  | 174  | 195  | 205  | 209  |

### Langues
À Aupaluk, selon l'Institut de la statistique du Québec, la langue la plus parlée le plus souvent à la maison en 2011 sur une population de 195 habitants, est l'inuktitut à 92,31%, le français à 5,13% et l'anglais à 2,56%.

## Administration
| Période                                  | Période  | Identité          | Étiquette | Qualité |
| ---------------------------------------- | -------- | ----------------- | --------- | ------- |
| ?                                        | 2015     | David Angutinguak |           |         |
| 2015                                     | 2018     | George Eetook     |           |         |
| 2018                                     | 2021     | Tamisa Grey       |           |         |
| 2015                                     | En cours | David Angutinguak |           |         |
| Les données manquantes sont à compléter. |          |                   |           |         |

## Éducation
La Commission scolaire Kativik administre l'École Tarsakallak.